# Ataenius simplicipes
Ataenius simplicipes är en skalbaggsart som beskrevs av Étienne Mulsant och Claudius Rey 1870. Ataenius simplicipes ingår i släktet Ataenius och familjen Aphodiidae. Inga underarter finns listade.